# 혈압계
혈압계(血壓計, 영어: sphygmomanometer, blood pressure meter, blood pressure monitor, blood pressure gauge)는 혈압을 측정하는 장치의 하나이다.

## 종류
현재 아날로그 수동 혈압계와 디지털 자동 혈압계를 이용할 수 있으며, 정확도 및 편의성 면에서 서로 차이가 있다.

## 중요성
제어 밸브로 기압을 발산시키는 동안 수은의 양을 관찰함으로써 mm Hg 단위로 혈압의 값을 읽을 수 있다.
혈압 측정은 고혈압의 진단과 치료 및 기타 수많은 의료 상황을 위해 수행된다.

## 역사
혈압계는 1881년 폰 바슈(Samuel Siegfried Karl von Basch)에 의해 발명되었다. 스키피오네 리바 로치는 1896년 더 쉽게 사용되는 버전을 선보였다. 1901년, 하비 쿠싱은 리바 로치의 장치의 견본을 미국으로 가져와서 의학 커뮤니티에 현대화시키고 대중화시켰다.

## 같이 보기
- 임계폐쇄압